# Chute de Saala
La chute de Saala est une série de chute d'eau de la Moyenne Guinée située dans la commune de Diari,.

## Descriptions
La chute de Kinkon mesure environ 80 mètres de hauteur. Elle coule toute l'année, mais elle est la plus belle en saison pluvieuse et elle est alimentée par des eaux. Elle est située entre les sous-préfectures de Diari dans Labé et Timbi Madina à Pita.

## Galeries

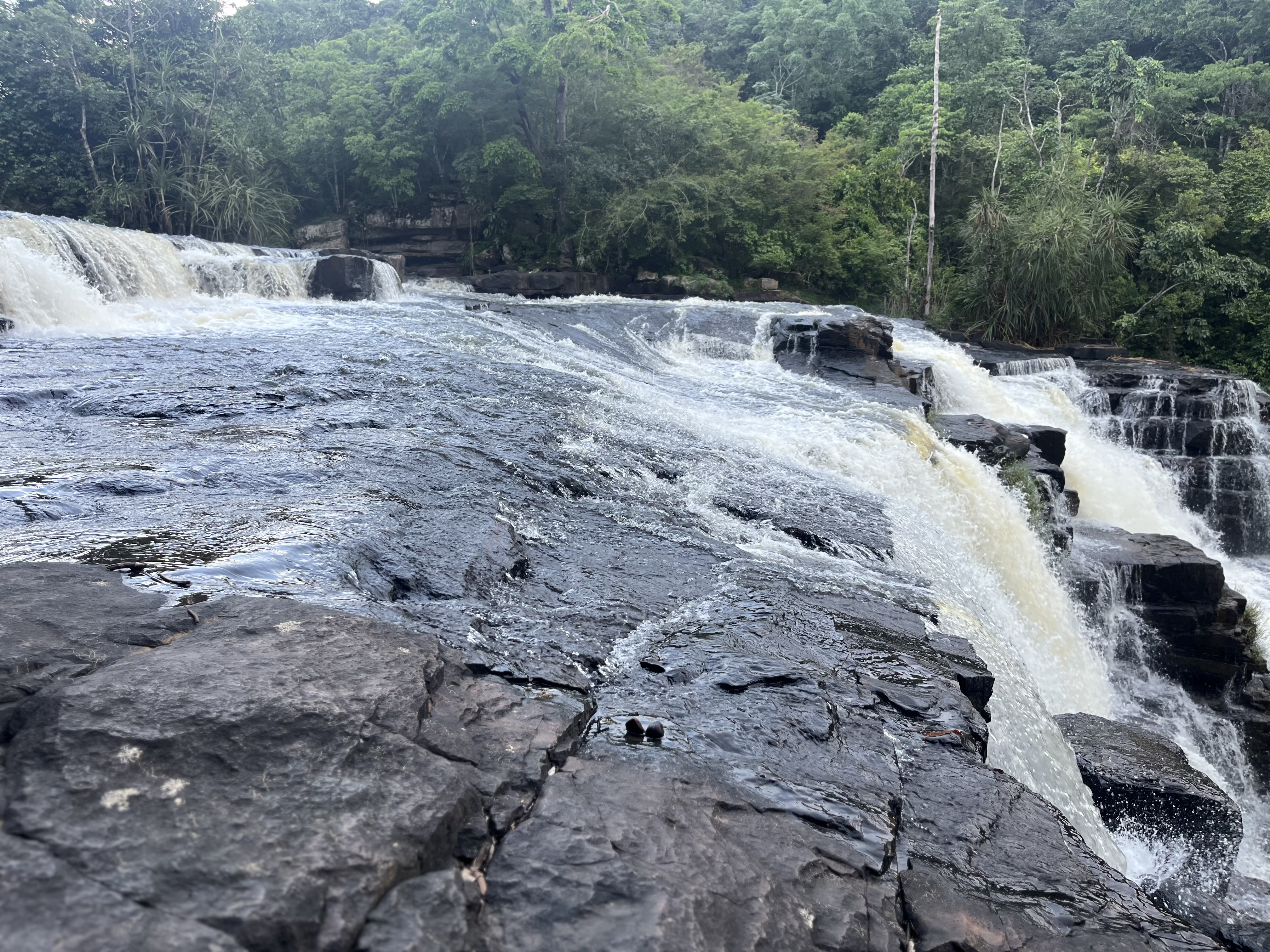
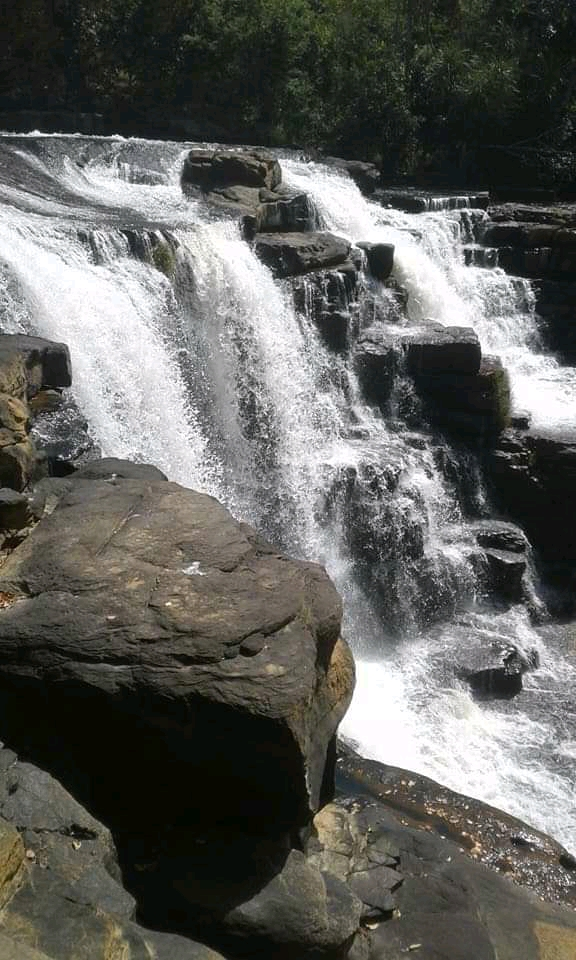
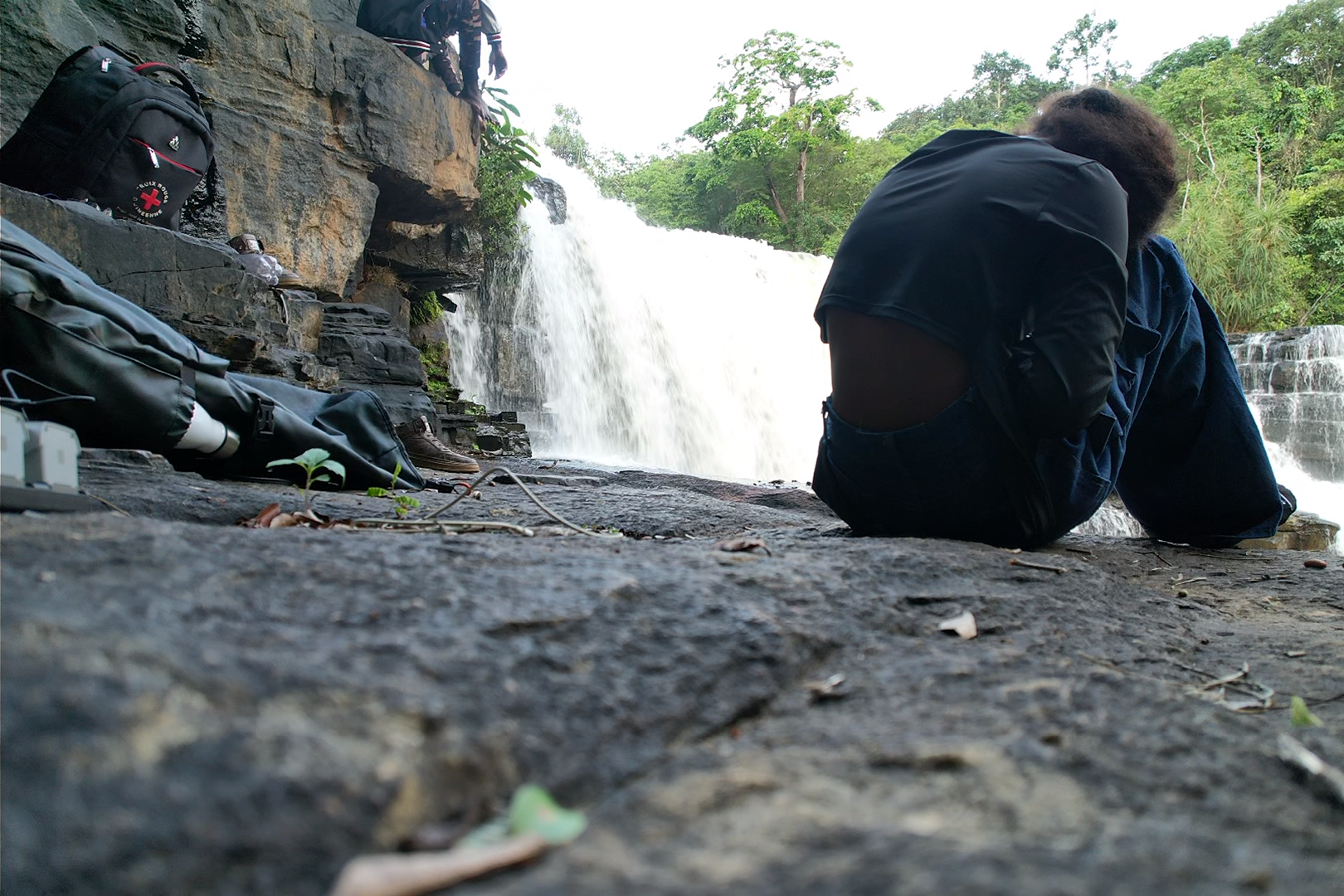